# High Violet
High Violet är ett musikalbum av den amerikanska rockgruppen The National, lanserat 2010 på skivbolaget 4AD. Albumet som var deras femte studioalbum, producerade de själva. Efter att ha fått ett mindre genombrott med det föregående albumet Boxer 2007 blev denna skiva gruppens stora internationella genombrott. Albumet nådde topp 10-placering på många länders försäljningslistor.
På sidan Metacritic har albumet betyget 85 av 100 vilket indikerar "universellt erkännande".

## Låtlista
(kompositör inom parentes)
1. "Terrible Love" (Matt Berninger, Aaron Dessner) - 4:39
2. "Sorrow" (Berninger, A. Dessner) - 3:25
3. "Anyone's Ghost" (Berninger, Bryce Dessner) - 2:54
4. "Little Faith"	(Berninger, Carin Besser, A. Dessner) - 4:36
5. "Afraid of Everyone" (Berninger, A. Dessner) - 4:19
6. "Bloodbuzz Ohio" (Berninger, A. Dessner, Padma Newsome) - 4:36
7. "Lemonworld" (Berninger, B. Dessner) - 3:23
8. "Runaway" (Berninger, A. Dessner) - 5:33
9. "Conversation 16" (Berninger, Carin Besser, A. Dessner) - 4:18
10. "England" (Berninger, A. Dessner) - 5:40
11. "Vanderlyle Crybaby Geeks" (Berninger, Carin Besser, A. Dessner) - 4:12

## Listplaceringar
- Billboard 200, USA: #3[2]
- UK Albums Chart, Storbritannien: #5[3]
- Hitlisten, Danmark: #2[4]
- VG-lista, Norge: #12[5]
- Sverigetopplistan: #5[6]